# 桑特霍尔迪
桑特霍尔迪，是西班牙瓦伦西亚自治区卡斯特利翁省的一个市镇。总面积37平方公里，总人口582人（2001年），人口密度16人/平方公里。